# Neunkirchner Hütte
Die Neunkirchner Hütte ist eine unbewirtschaftete Selbstversorgerhütte der Ortsgruppe Neunkirchen des Österreichischen Gebirgsvereins des ÖAV.
Die Hütte liegt auf einer Höhe von 1525 m ü. A. am Talschluss des Eselsberger Grabens bei Oberwölz in der Steiermark. Von Ende Mai bis Oktober, während des Almbetriebes, ist die Hütte mit dem Auto erreichbar. Während der Wintermonate ist die Hütte nur zu Fuß oder mit Tourenschi zu erreichen.

## Geschichte
Im Jahr 1921 wurde beim „Österreichischer Gebirgsverein“ die Ortsgruppe Neunkirchen gegründet. Zur damaligen Zeit war es schwierig, in der engeren Umgebung ein Arbeitsgebiet betreuen zu dürfen, da das gesamte Gebiet in näherer Umgebung von Neunkirchen schon von anderen alpinen Vereinen betreut wurde. Eines der damals zur Verfügung stehenden Gebiete war jenes um Oberwölz.
Der damals bereits sehr dem Fremdenverkehr aufgeschlossene Bauer Johann Gugganig, vlg. Knolli, trat dem Verein jenes Grundstück am Ende des Eselsberger Grabens ab, auf dem dann die Hütte errichtet wurde. Herr Gugganig unterstützte dann auch später den Bau in großzügiger Weise. Die damaligen Verkehrsverbindungen waren sehr schlecht, sodass die 200 km von Neunkirchen zur Hütte nur sehr schwierig bewältigt werden konnten. Dies hatte zur Folge, dass die damaligen Arbeitseinsätze immer einige Wochen dauerten und man daher eine Bleibe brauchte. Die Vorarbeiten zum Bau der Hütte konnten zwar bereits 1923 abgeschlossen werden, aber mit dem Bau selbst konnte erst 1925 begonnen werden. Die Fertigstellung und Einweihung erfolgte dann im Jahre 1926. Es war dies damals nur unter Einsatz einer Unzahl von freiwilligen Arbeitsstunden und vielen Entbehrung möglich, abgesehen von den finanziellen Belastungen in der damaligen Zeit (Geldentwertung u. a.). Die Hütte bestand damals außen und innen aus rohen Balkenwänden und wurde erst im Laufe der Zeit isoliert und gegen Witterungseinflüsse gesichert.
1961 wurde auf dem Hausberg der Hütte, dem Hochstubofen, ein Gipfelkreuz anlässlich des 40-jährigen Vereinsbestehens errichtet. Die Hütte wurde nun allmählich zu klein. Man entschloss sich daher, die Hütte etwas zu vergrößern. Dieser Zubau wurde im September 1987 eröffnet und dient der Unterkunft von Mitgliedern der Ortsgruppe Neunkirchen, sodass die Hütte heute 19 Betten (davon 10 nur für Neunkirchner Mitglieder) und 9 Lager aufweist. Durch jährlich zwei Arbeitseinsätze mehrerer Mitglieder wird die Hütte instand gehalten.

## Ausflugsziele und Touren

### Ausflugsziele
- Eselsberger Almerlebnisweg, Gehzeit: ca. 1 Stunde (1,5 km langer Rundweg)
- Hölzlerhütte, Gehzeit: ca. 5 Minuten

### Tourenmöglichkeiten
- Hochstubofen (2385 m), Gehzeit 2½ Stunden
- Oberwölzer Schoberspitze (2423 m), Gehzeit 3 Stunden
- Greim (2474 m), Gehzeit 3 Stunden
- Rettlkirchspitze (2475 m), Gehzeit 3 Stunden
- Talkenschrein (2319 m), Gehzeit 3 Stunden

Die Hütte liegt zudem am Salzsteigweg, dem österreichischen Weitwanderweg 09.

## Benachbarte Hütten
- Mörsbachhütte (1300 m), Gehzeit 8 Stunden
- Plannerhütte (1540 m), Gehzeit 8½ Stunden